# Nauka (ISS)

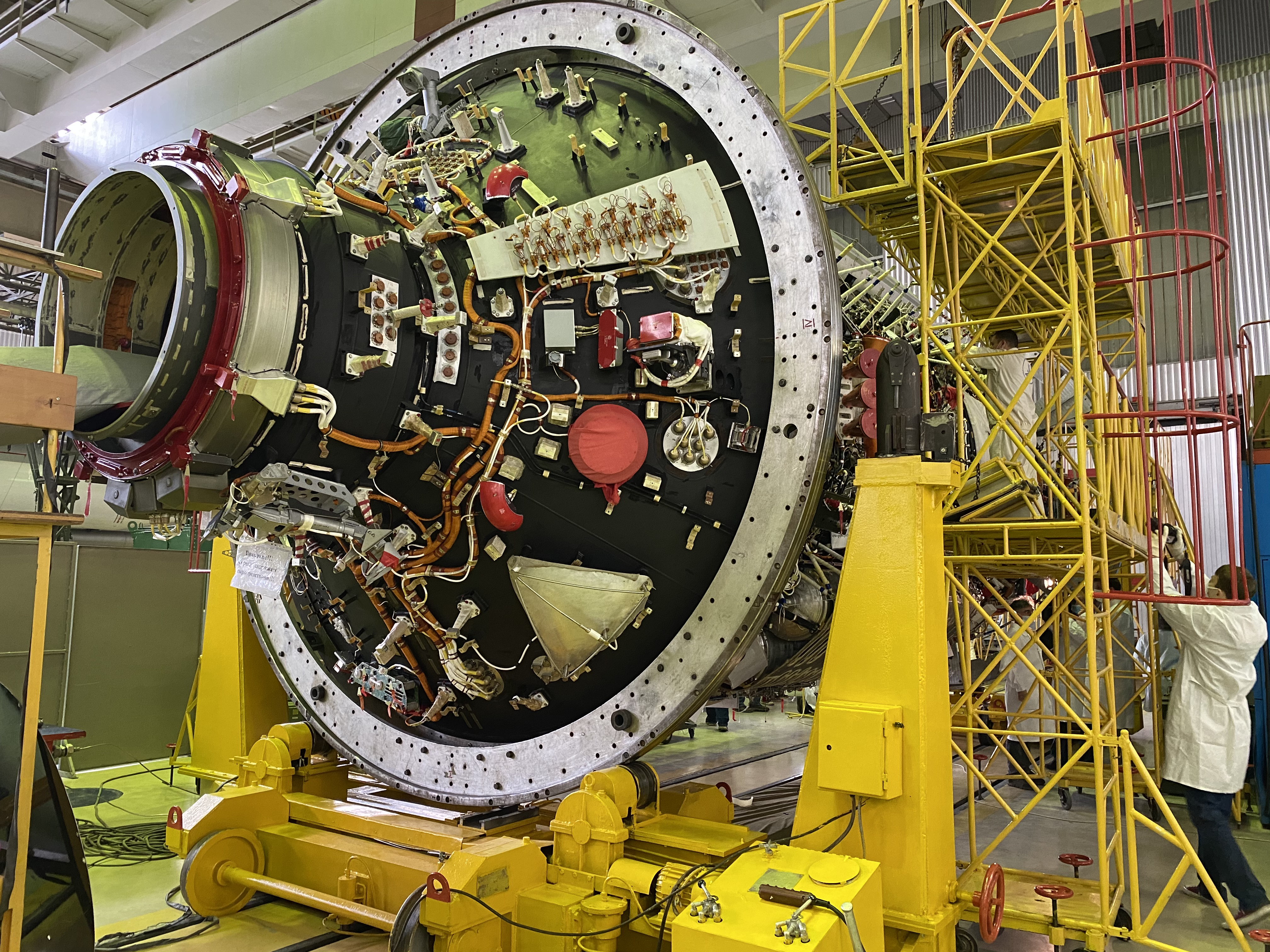
Nauka

Nauka (ryska: Наука, som betyder Vetenskap) tidigare "Multipurpose Laboratory Module" (På ryska Многофункциональный лабораторный модуль)) är en rysk trycksatt modul som sköts upp med en Protonraket, den 21 juli 2021. Modulen dockade med den Internationella rymdstationen (ISS) den 29 juli 2021.
Modulen är byggd av den modul som var backup för Zarja-modulen och ersatte den på 1990-talet planerade Docking and Stowage Module.
Datum för uppskjutning ändrades flera gånger och var från början planerad till 2007. Vid en genomgång av planerade uppskjutningar i juli 2021 meddelades att uppskjutningen var planerad till den21 juli 2021.

## Anslutningar
Nauka har tre anslutningar: för, zenit (upp) och nadir (under).
- För: ESA:s experiment-luftsluss
- Zenit: Zvezda
- Nadir: Pritjal

På utsidan av modulen finns även flera anslutningar för den European Robotic Arm som kommer skjutas upp tillsammans med modulen.

## Dimensioner och vikt
Nauka är 13 meter lång, har en diameter på 4,11 meter och väger 20 300 kg 

## Uppskjutning och dockning
Efter att Protonraketen skjutit upp och placerat modulen i låg omloppsbana runt jorden den 21 juli 2021, modifierade man under flera dagar modulens omloppsbana, så modulen nådde fram till rymdstationen den 29 juli 2021. När modelen hade några meter kvar till dockningsporten övertog de båda ryska kosmonauterna Oleg Novitskiy och Pyotr Dubrov kontrollen av modulen och genomförde dockningen med Zvezda.
Några timmar efter dockningen aktiverades av okänd anledning modulens system för attitydkontroll, stationen vreds upptill 45° ur läge innan man återfick kontrollen över modulen och stationen. Rymdstationens besättning ska aldrig ha varit i någon fara.

## Dockningar
|  | Farkost        | Port  | Dockning (UTC)             | Urdockning (UTC)        |
|  | -------------- | ----- | -------------------------- | ----------------------- |
|  | Zvezda         | Zenit | 29 juli 2021, 13:29:01     |                         |
|  | Sojuz MS-18    | Nadir | 28 september 2021, 13:04   | 17 oktober 2021, 01:14  |
|  | Progress MS-17 | Nadir | 22 oktober 2021, 04:21:07  | 25 november 2021, 11:22 |
|  | Pritjal        | Nadir | 26 november 2021, 15:20:06 |                         |